# Fatafehi Tu'ipelehake
El príncipe Fatafehi Tu'ipelehake (Sione Ngū Manumataongo; Nukualofa, 7 de enero de 1922 - Auckland, 10 de abril de 1999), era el menor de los tres hijos de la reina Carlota Tupou III de Tonga y de su esposo, el príncipe Viliami Tungī Mailefihi. 
Fue el 5.° Tu'ipelehake, un título tradicional tongano, de muy alto rango. Entre 1965 y 1991 se desempeñó como primer ministro de su hermano, el rey Taufa'ahau Tupou IV de Tonga. 

## Primeros años y educación
Sione Ngū Manumataongo nació en el palacio real de Nukualofa el 7 de enero de 1922, fue el tercer y menor hijo de la reina Carlota y Viliami Tungī Mailefihi. En Tonga asistió a la Escuela Europea Wesleyana y a Tupou College.  En 1941 y 1942, asistió a Newington College en Sídney, y a Gatton Agricultural College en Queensland.  

## Carrera política
Su carrera política comenzó en 1949, cuando fue nombrado Gobernador de Vava'u, cargo que ocupó hasta 1952; entre 1952 y 1953 se desempeñó como Gobernador de Ha'apai. Fue la cabeza de varias carteras ministeriales en el gabinete, hasta que asumió como Primer Ministro de Tonga, cuando su hermano tuvo que abandonar el cargo al convertirse en rey en 1965. Permaneció en este puesto hasta su retiro en 1991 debido a serios problemas de salud. 

## Matrimonio y descendencia
Fatafehi contrajo matrimonio con Melenaite Tupoumoheofo Veikune (1924-1993)  el 10 de julio de 1947, mismo día en el que su hermano mayor, el príncipe heredero Tupoutoʻa se casó con Halaevalu Mataʻaho ʻAhomeʻe. La doble celebración real fue conocida como "Ta'ane Māhanga". El matrimonio tuvo 4 hijas y 2 hijos: 
- Princesa Mele Siuʻilikutapu (1948-2023), primera mujer parlamentaria de Tonga.
- Princesa ʻElisiva Fusipala Vahaʻi (1949-2014), recibió el título de Lady Vaha'i por matrimonio con Hahano-ki-Mala’e Kula-‘a Sione Ngu Namoa, Lord Vaha’i.
- Príncipe Sione ʻUluvalu Ngu Takeivūlai Tukuʻaho (1950-2006), heredó el título Tu'ipelehake, convirtiéndose en el 6.° titular.
- Princesa Lavinia Mata ‘o Taone Ma'afu (1952-2018), recibió el título de Maʻafu por su matrimonio con Siosaia Lausi’i (Tukui’aulahi Ma’afu), el 9.° Lord Ma’afu-‘o-Tukui’aulahi.[3]
- Princesa Sinaitakala `Ofeina-`e-he Langi Fakafanua (1953-), madre de Sinaitakala Fakafānua, princesa heredera por su matrimonio con Tupouto'a 'Ulukalala.
- Príncipe Viliami Tupoulahi Mailefihi (1957-2014), recibió el título Tu'ipelehake tras la muerte de su hermano, siendo el 7.° titular. En 1983 renunció a sus derechos de sucesión para él y sus descendientes y fue privado de su estilo real y títulos, derechos, privilegios y dignidades.

## Vida posterior
El último período de vida los pasó en una silla de ruedas. Mantuvo los dos títulos de Tu'i Pelehake y Tu'i Faleua durante tantos años, que se convirtieron en sinónimos de él. Pero después de su muerte, solo el primero fue conferido a su hijo, mientras que el segundo regresó al rey.
Fatafehi Tu'ipelehake falleció el 10 de abril de 1999 en Auckland luego de una larga enfermedad.

## Título
El 7 de enero fue 1943 fue nombrado Fatafehi Tu’i Pelehake, y el 14 de julio de 1945 fue investido como el 5.° Tu’i Pelehake. También recibió el título de Tu'i Faleua.

## Distinciones honoríficas

### Distinciones honoríficas tonganas
- : Caballero Gran Cruz con Collar de la Real Orden de Pouono.[5]
- : Caballero Gran Cruz con Collar de la Real Orden de la Corona.
- : Recipiente de la Medalla de Mérito Real de Tonga.
- : Recipiente de la Medalla del Jubileo de Plata del Rey Tāufa'āhau Tupou IV.

### Distinciones honoríficas extranjeras
- Reino Unido : Comendador de la Excelentísima Orden del Imperio Británico
- Reino Unido ː Recipiente de la Medalla de Coronación de la Reina Isabel II